# Eugène Marie Smits
Eugène Marie Smits (Eindhoven, 19 april 1895 – Den Bosch, 8 februari 1958) was een Nederlands politicus.
Hij werd geboren als telg uit het geslacht Smits en zoon van landeconoom Arnoldus Josephus Maria Smits (1865-1923) en Aloysia Elisabeth Maria Gompertz (1873-1949). Sinds het huwelijk van zijn zus in 1921 was hij de zwager van jurist jhr. mr.  Eduard Anton Eugène van Meeuwen (1876-1946). Hij trouwde in 1942 met Marie-Léonie van der Steen (1913-2007), uit welk huwelijk geen kinderen werden geboren. Van 1946 tot 1947 was hij waarnemend burgemeester van Esch. In dat laatste jaar volgde zijn benoeming tot burgemeester van Den Dungen. Tijdens dat burgemeesterschap overleed hij in 1958 op 62-jarige leeftijd; zijn weduwe overleefde hem bijna 50 jaar.